# Меньшова, Ремма Павловна
Ремма Павловна Меньшова (11 сентября 1932 года, Калинин, СССР — 30 марта 2019 года, Тверь) — советская конькобежка, Мастер спорта СССР (1951). Чемпионка СССР на дистанции 500 м (1953), рекордсменка СССР; кавалер знака Губернатора «Во благо земли Тверской», награждена Почётным знаком «За заслуги в развитии физической культуры и спорта», почетной грамотой Верховного Совета РСФСР. Почётный работник физкультуры, спорта и туризма Тверской области.

## Биография
Ремма Меньшова родилась с пороком сердца в Калинине в семье военнослужащих. Родители погибли на войне, а Ремма с двумя младшими братьями находилась в эвакуации. В 1945 году вернулась в разрушенный немцами родной город. Она росла слабой и болезненной, поэтому начала активно заниматься спортом. Для гимнастики оказалась слишком высокой, а в легкой атлетике задыхалась. В итоге стала заниматься бегом на коньках.
После 8 класса поступила в Калининский техникум гражданского строительства, который окончила в 1952 году. В 16 лет начала тренироваться под руководством Владимира Александровича Честного и стала принимать участие в спартакиадах. Сначала обошла всех соперников в городе, потом в области. 
В 1950 году, уже будучи ученицей Калининского техникума гражданского строительства, на молодёжном первенстве страны взяла золото, а на дебютном первенстве страны среди взрослых стала 15-й и выполнила норматив 1-го разряда. 
В 1951 завоевала две малые золотые и бронзовую медали на Всемирных зимних студенческих играх в Румынии, а в многоборье взяла серебро. В том же году получила первой звание Мастер спорта СССР в Калининской области.
В 1954 году Ремма Меньшова стала четвёртой на чемпионате страны и вошла в состав сборной. Через год участвовала в Финляндии на чемпионате мира в Куопио, где заняла 6-е место в сумме многоборья. К зимней Олимпиаде 1956 года в Италии, на которой дебютировали советские конькобежцы, Меньшова была обладательницей мирового рекорда на 500 метрах и одним из лидеров в Советской сборной. Но женскую сборную не взяли: спортивное руководство сомневалось в успехе советских конькобежек.
Она продолжала участвовать в чемпионатах СССР, но никогда в абсолютном зачёте выше 4-го места не поднималась. В 1961 году окончила Институт физкультуры имени П. Ф. Лесгафта и вернулась в родной город дипломированным тренером по скоростному бегу на коньках.
В 1962 году завершила карьеру спортсменки и работала тренером. Ремма Павловна вырастила большую группу тверских конькобежцев, которые добились серьезных результатов на международных и всесоюзных спортивных состязаниях. Среди них — мастера спорта международного класса Владимир Викулов и Вадим Морозов.
В 1964 году назначена старшим тренером Центрального совета Всесоюзного добровольного спортивного общества профсоюзов. Под её руководством Нина Статкевич выиграла чемпионат мира и Европы, а Галина Степанская завоевала золото зимней Олимпиады 1976 года. С 1976 по 1992 годы Ремма Павловна возглавляла Федерацию конькобежного спорта тверского региона. Её последним местом работы было государственное образовательное учреждение Тверской области «СДЮСШОР по видам гребли», где в то время работал директором её ученик Владимир Купцов.
В 76 лет Ремма Павловна Меньшова официально ушла на заслуженный отдых и прожила всю жизнь в своей двухкомнатной квартире в центре Твери. Умерла 24 сентября 2012 года. Похоронена на кладбище «Дмитрово-Черкассы» в Твери.

## Награды
- Кавалер знака губернатора «Во благо земли Тверской» — « за вклад в развитие конькобежного спорта Верхневолжья»
- Почетный Знак Государственного комитета Российской Федерации по физической культуре и туризму « за заслуги в развитии физической культуры и спорта»
- 12.10.2017 года — Почётный работник физкультуры, спорта и туризма Тверской области